# Fort Lupton
Fort Lupton is een plaats (city) in de Amerikaanse staat Colorado, en valt bestuurlijk gezien onder Weld County.

## Demografie
Bij de volkstelling in 2000 werd het aantal inwoners vastgesteld op 6787.
In 2006 is het aantal inwoners door het United States Census Bureau geschat op 7424, een stijging van 637 (9.4%).

## Geografie
Volgens het United States Census Bureau beslaat de plaats een oppervlakte van
10,4 km², waarvan 10,3 km² land en 0,1 km² water. Fort Lupton ligt op ongeveer 1525 m boven zeeniveau.

## Plaatsen in de nabije omgeving
De onderstaande figuur toont nabijgelegen plaatsen in een straal van 16 km rond Fort Lupton.